# Pheidole coffeicola
Pheidole coffeicola är en myrart som beskrevs av Borgmeier 1934. Pheidole coffeicola ingår i släktet Pheidole och familjen myror. Inga underarter finns listade i Catalogue of Life.